# Vienne-le-Château
Vienne-le-Château é uma comuna francesa na região administrativa do Grande Leste, no departamento de Marne. Estende-se por uma área de 51.36 km², e possui 519 habitantes, segundo o censo de 2018, com uma densidade de 10 hab/km².